# Les Années obscures
Pour plus de détails, voir Fiche technique et Distribution.
Les Années obscures (Urte ilunak) est un film espagnol réalisé par Arantxa Lazkano, sorti en 1993.

## Synopsis
Itziar, 8 ans, est terrifiée par l'école et ses parents. Ses seuls moments heureux sont dans la rue, avec ses amies.

## Fiche technique
- Titre : Les Années obscures
- Titre original : Urte ilunak
- Réalisation : Arantxa Lazkano
- Scénario : Arantxa Lazkano
- Musique : Iñaki Salvador
- Photographie : Flavio Martínez Labiano
- Montage : Julia Juaniz
- Production : José María Lara
- Pays :  Espagne
- Genre : Drame
- Durée : 88 minutes
- Dates de sortie : 
  -  Espagne : 22 octobre 1993

## Distribution
- Eider Amilibia : Itziar enfant
- Garazi Elorza Vadillo : Itziar adolescente
- Klara Badiola : la mère
- Carlos Panera : la père
- Amaia Basurto : Miren
- Andrea Toledo : Sofía
- Bárbara Goenaga : Maite
- Nere Illarramendi : Nieves
- Nora Gurrutxaga : Pilar
- Haizea Uria : Ana Mari
- Gorka Iruretagoiena : José Luis enfant
- Asier Arriola : José Luis adulte
- Jose Lizaso : Cosme
- Nerea Arizabalaga : Ángela
- Ana Miranda : Rosario

## Distinctions
Le film a été nommé au prix Goya du meilleur nouveau réalisateur.